# Giardomyia pallidithorax
Giardomyia pallidithorax är en tvåvingeart som beskrevs av Hardy 1960. Giardomyia pallidithorax ingår i släktet Giardomyia och familjen gallmyggor. Inga underarter finns listade i Catalogue of Life.